# Enneadesmus decorsei
Enneadesmus decorsei är en skalbaggsart som beskrevs av Pierre Lesne 1901. Enneadesmus decorsei ingår i släktet Enneadesmus och familjen kapuschongbaggar. Inga underarter finns listade i Catalogue of Life.